# Чуваш-Улканово
Чува́ш-Улка́ново (рос. Чуваш-Улканово, башк. Сыуаш-Олҡан) — присілок у складі Туймазинського району Башкортостану, Росія. Входить до складу Татар-Улкановської сільської ради.
Населення — 158 осіб (2010; 140 у 2002).
Національний склад:
- чуваші — 96 %